# Illampu
El Nevado Illampu, también conocido como Nevado de Sorata por su proximidad al pueblo homónimo, es una montaña de la Cordillera Oriental de los Andes en Bolivia, que forma junto con el Ancohuma un solo macizo. 
Está situado al oeste de Bolivia, específicamente en el municipio de Sorata de la provincia de Larecaja en el departamento de La Paz. Cuenta con una superficie de unos 200 km² aproximadamente por lo cual constituye un volumen importante en la cordillera andina boliviana. 
Tiene una altura de 6368 m, lo que la convierte en la tercera montaña más alta de la cordillera Real y en la cuarta montaña más alta de Bolivia, luego del Nevado Sajama, y la más alta del departamento de La Paz. El Illampu está cubierto de nieve todo el año y el límite de nieve está a 5200 m.
Su primera ascensión fue el 7 de junio de 1928 por el alemán Hans Pfann y los austriacos Alfred Horescowsky, Hugo Hörtnagl y Erwin Hein.
Los montañistas la consideran la montaña más difícil de escalar de todas las de más de 6.000 metros de Bolivia.[cita requerida] La ruta más sencilla, por el lado sudoeste, está clasificada como AD, con pendientes nevadas de hasta 65 grados. Se accede por un campamento de altura ubicado en el lado norte del macizo. Otras rutas son la "Ruta de los alemanes", en la cara sudoeste y la ruta de la cara Sur. Ambas se acceden por el lado oeste del macizo.

## Formación
La Cordillera Real consiste de rocas intrusivas del Paleozoico que fueron intruidas por más rocas plutónicas durante el Mesozoico al período Terciario. Estos fueron expuestos por la erosión en el Terciario y Cuaternario y hoy forman los picos de Illampú e Illimani.

## Leyenda
Según la leyenda de los nativos americanos, dos poderosos reyes, Illimani e Illampu, se mataron entre sí mientras luchaban por el control de la región de Collasuyo, ahora llamado el Altiplano. En sus lechos de muerte obligaron a sus hijos a vengar sus muertes, y aunque no querían pelear, se sintieron obligados por el juramento de sus padres y se declararon en guerra unos contra otros. La historia se repitió, ellos también infligieron heridas mortales en la batalla. En el campo de batalla, se perdonaron y pidieron a sus sirvientes que los colocaran uno al lado del otro. Pachamama, la diosa andina de la fertilidad, aseguró a los jóvenes reyes que no debieron morir por la enemistad de sus padres, y castigó a los padres haciendo que sus estrellas cayeran del cielo y se convirtieran en los dos picos nevados de las montañas, Illampu e Illimani.